# Christoph Schneider
Christoph Schneider, ps. Doom (ur. 11 maja 1966 w Berlinie) – niemiecki muzyk, perkusista zespołu Rammstein.
Pochodzi z wielodzietnej rodziny (pięć młodszych sióstr i starszy brat). Urodził się 11 maja 1966 w Pankow. Jego ojciec, Martin Schneider jest reżyserem operowym i nauczycielem akademickim, a jego młodsza o dwa lata siostra, Costanze jest projektantką scenicznych strojów zespołu. W młodości, Christoph chętnie grywał w piłkę ręczną. W wieku 16 lat rzucił politechnikę, a w roku 1984 odbył służbę wojskową we Wschodnich Niemczech. Jest jedynym członkiem zespołu, który służył w armii. Następnie pracował jako instalator telefonów. Rodzice Christopha chcieli by ich syn uczył się gry na jakimś instrumencie. Wysłali go więc do odpowiedniej szkoły muzycznej, połączonej z pionierską orkiestrą, gdzie mógł wybrać instrument: trąbkę, klarnet lub puzon. Wybór padł na trąbkę, ponieważ nauka na tym instrumencie była najprostsza. Christoph opisuje siebie samego jako utalentowanego trębacza, który po roku dostał się do samej orkiestry, z którą koncertował. W czasie jednego z koncertów zainteresował się grą na perkusji. Był zdumiony tym instrumentem i co chwilę spoglądał na niego przez ramię w czasie gry. Zakomunikował rodzicom, że chce grać na tym instrumencie, jednak ci nie popierali zapału syna. Pierwsze kroki jako perkusista stawiał na podarowanej przez brata konstrukcji z garnków i puszek, a swój pierwszy profesjonalny zestaw kupił w wieku 14 lat. Kiedy jego rodzice w końcu zaakceptowali jego pasję, wysłali go na płatne lekcje nauki gry. W 1985 roku Schneider odszedł z pracy instalatora telefonów, by spełnić swoje ambicje. Dwukrotnie próbował dostać się na studia muzyczne bez powodzenia, powodem był brak umiejętności muzycznych takich jak m.in. gra na pianinie. Kontynuował naukę gry samodzielnie. Christoph, konsekwentnie w latach od 1985 do 1990, starał się dostać do jakiegoś zespołu w roli perkusisty. Przyjęto go do grupy Die Firma. W 1994 roku przyłączył się do Richarda Kruspe i Olivera Riedela w procesie formowania się zespołu Rammstein. Po dołączeniu do zespołu Tilla Lindemanna, grupa wygrała konkurs organizowany przez berliński senat, w którym główną nagrodą była szansa na profesjonalne nagranie. Przed Rammstein, Schneider grał w zespole Feeling B, z dwoma pozostałymi członkami grupy, Paulem Landersem i klawiszowcem Christianem Lorenzem. Jego pseudonim „Doom” pochodzi od gry komputerowej o tej samej nazwie. Schneider dowiedziawszy się o dużej liczbie zarejestrowanych o tym samym imieniu i nazwisku w niemieckiej agencji praw autorskich potrzebował wyróżniającego pseudonimu. Landers zasugerował wybór pseudonimu „Doom”, ponieważ obaj lubili tę grę. Po latach, Schneider przyznał, że gdyby wiedział iż jego nick będzie pojawiał się przy każdej płycie na której grał, z pewnością wybrałby inny.
Do jego ulubionych zespołów należą: Deep Purple, Led Zeppelin, Motörhead, Black Sabbath i AC/DC.
Schneider po raz pierwszy zaangażował się w aspekcie tekstowym zespołu przy utworze „Alter mann”, pochodzącego z albumu „Sehnsucht. Od tej pory teksty zespołu choć częściowo także pochodzą spod jego pióra.
W roku 1999 wspólnie z wokalistą zespołu, Tillem Lindemannem zagrał we francuskim filmie „Pola X”.
Christoph Schneider obecnie używa i reklamuje talerze kanadyjskiej firmy Sabian. Gra na perkusji firmy Sonor (model SQ2) i korzysta z hardware’u firmy Gibraltar. Używa pałeczek perkusyjnych firmy Vic Firth, które również sygnuje (model Vic Firth SCS Christoph Schneider). Wcześniej korzystał i reklamował perkusje firmy Tama i talerze firmy Meinl.

## Dyskografia
- Slick Idiot – Xcess (Remix by Schneider of Rammstein) (2002)[6]
- Marilyn Manson – mOBSCENE (Sauerkraut Remix) (2003)[7]

## Filmografia
- Pola X (1999, jako muzyk, dramat romantyczny, reżyseria: Leos Carax)
- xXx (2002, jako on sam, film fabularny, reżyseria: Rob Cohen)[8]
- Anakonda im Netz (2006, jako on sam, film dokumentalny, reżyseria: Mathilde Bonnefoy)[9]